# Jacques-Louis Descemet

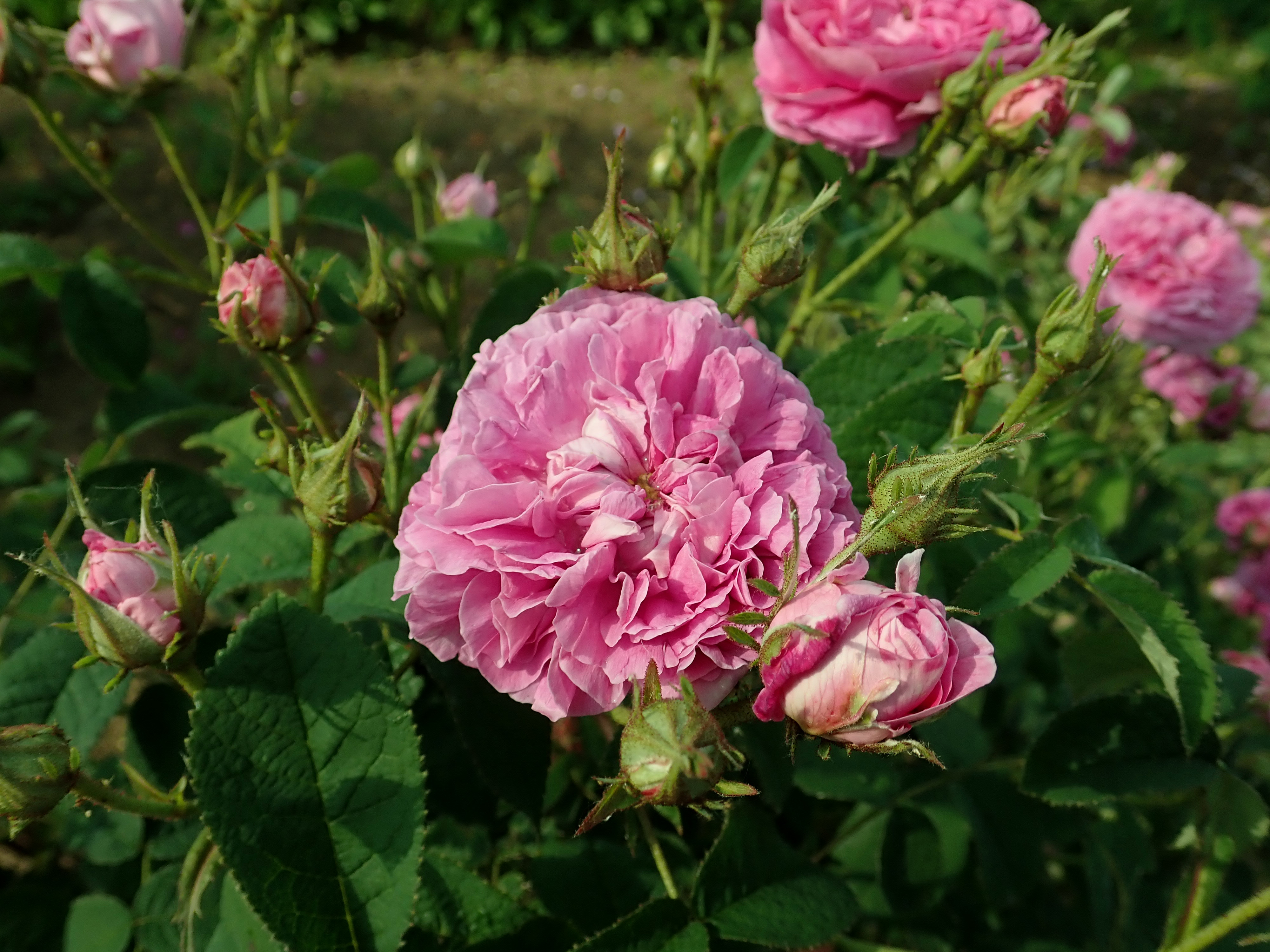
Descemets Gallica-Hybride 'Adèle' (1814)

Jacques-Louis Descemet (* 1761 in Paris; † 1839 in Odessa) war ein französischer Gärtner und der erste bekannte Rosenzüchter Frankreichs.

## Leben
Er gehörte zu einer Familie von Gärtnern und Baumschulbesitzern, die seit dem 16. Jahrhundert den Jardin des apothicaires („Garten der Apotheker“) in Paris (in der Rue de l’Arbalète) pflegten. Jacques Louis übernahm dieses Amt 1778, nach dem Tode seines Vaters, und betrieb gleichzeitig seine Baumschulen, in denen er exotische Varietäten zog.
Er baute das Familienunternehmen aus und hatte ein besonderes Interesse für Rosen. Laut einer 1785 erstellten Inventarliste führte er 6000 Rosen in seinem Katalog, davon allein 4500 Centifolien. Descemet wurde jardinier-fleuriste von Monsieur, dem Bruder des Königs, und belieferte die gesamte französische Aristokratie mit Rosen für ihre Parks und Gärten im englischen Stil.
Daneben war Descemet Freimaurer und Mitglied der berühmten Loge des Neuf Soeurs („Loge der Neun Schwestern“), welcher viele Künstler und andere Menschen von Talent angehörten.

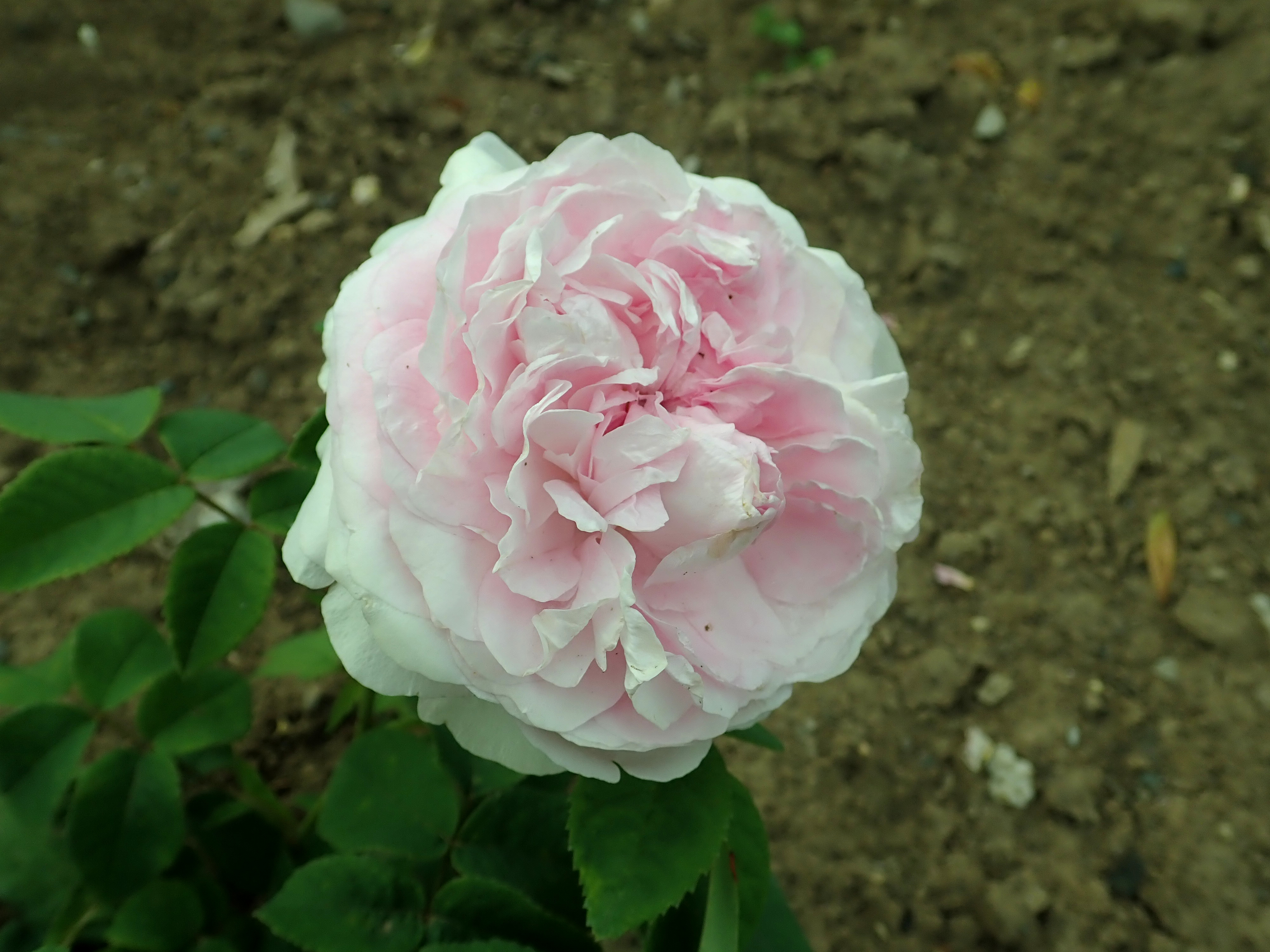
'Belle Galathée', vor 1815

Als Folge der gesellschaftlichen Umwälzungen der französischen Revolution verlor er bis 1792 einen großen Teil seiner Kundschaft und verkaufte seine Gärtnereien in Paris. Auch von seinem Amt im Jardin des apothicaires trat er am 1. April 1793 zurück. Stattdessen eröffnete er eine neue Gärtnerei in Saint-Denis, am Carmel, wo er sich auf Rosen spezialisierte. Er scheint in Frankreich der erste gewesen zu sein, der ganz gezielt Rosen züchtete – zwischen 1804 und 1814 über 200 neue Sorten, darunter vor allem mehr als 140 Gallica-Hybriden.
Im Jahr 1798 war Descemet Gründungsmitglied der Société d’Agriculture de la Seine. Von seinem hohen gesellschaftlichen Ansehen zeugt auch die Tatsache, dass er ab 1809 Mitglied des Stadtrats und von 1812 bis 1814 Bürgermeister von Saint-Denis war.
Gegen Ende der napoleonischen Kriege, 1815, wurden seine Baumschulen Opfer von Verwüstungen durch die ausländische Besatzung und Descemet ging bankrott. Seine Sammlungen von Rosen und Sämlingen wurden jedoch von Jean-Pierre Vibert übernommen, der später in seinen Katalogen die Rosen Descemets mit einem „D“ kennzeichnete.
1818 wanderte er nach Odessa aus, wo er mit Unterstützung der russischen Regierung die Stelle eines Professors und Leiters des botanischen Gartens erhielt, der eigentlich erst noch gegründet werden musste. Descemet führte auf der Krim zahlreiche exotische Arten ein, besonders Bäume, scheint aber keine neuen Rosensorten mehr gezüchtet zu haben. Er leitete den Botanischen Garten von Odessa bis 1833.
Von Descemet sind heute (Stand 2022) noch etwa zwei Dutzend Rosen bekannt, davon ist etwa die Hälfte allerdings nicht ganz eindeutig identifizierbar. Joyaux zählte zu den eindeutig definierten heute noch bekannten Descemet-Rosen die Gallica-Hybriden:
- 'Adèle', vor 1815
- 'Belle pourpre violette', vor 1811
- '(Belle) Biblis', vor 1815
- 'Athalie' (später bei Vibert: 'Fanny Bias'), vor 1811
- 'Belle flore', vor 1813
- 'Impératrice Joséphine', vor 1815
- 'Belle Galathée', vor 1815
- 'La gloire des jardins', vor 1815
- 'Belle Hélène', vor 1815
- 'Le grand sultan', vor 1815

## Galerie: Rosen von Descemet

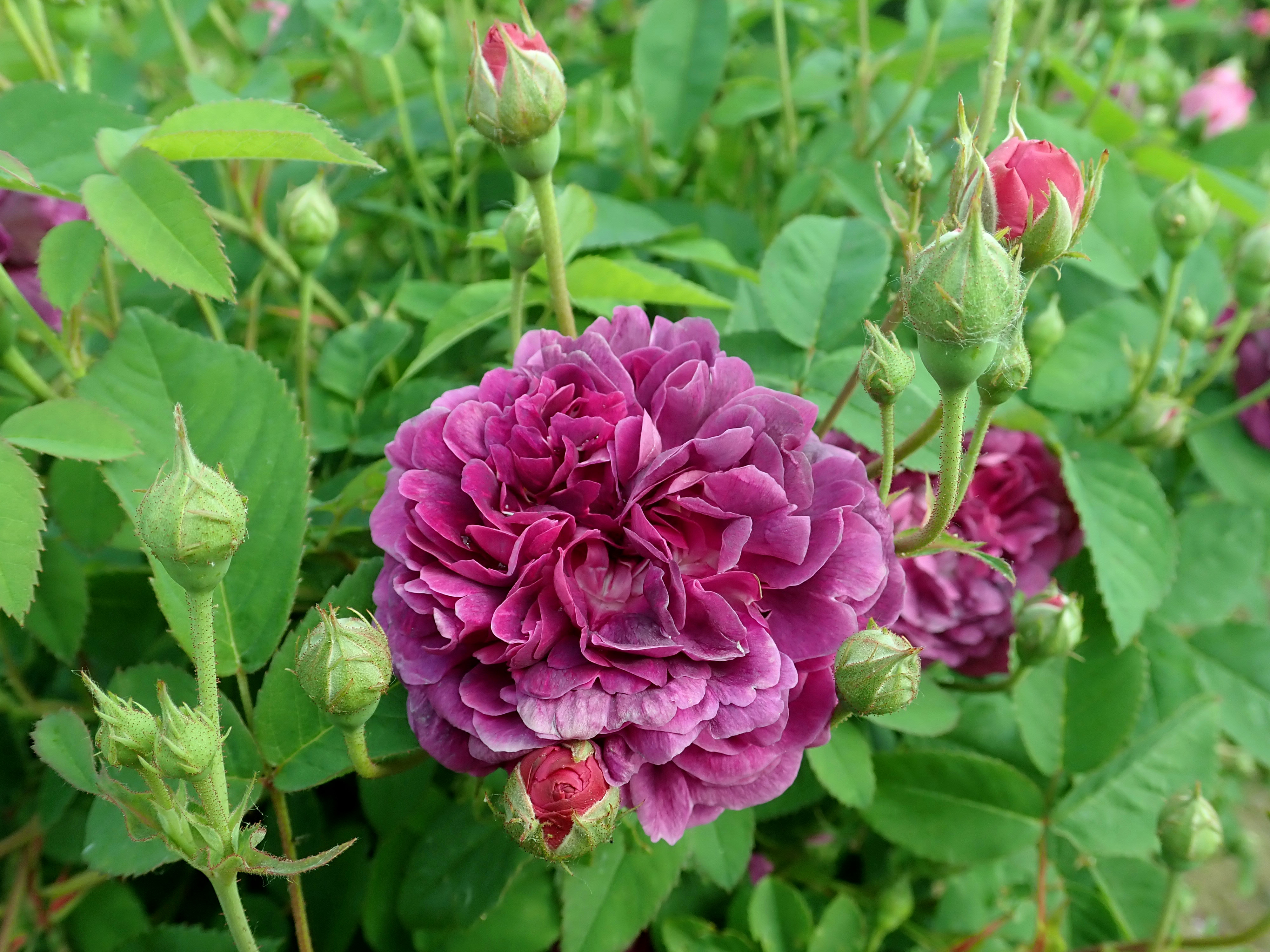
'Le Rosier Évêque' (oder 'The Bishop'), vor 1815 (oder Unbekannt, 1790 ?)
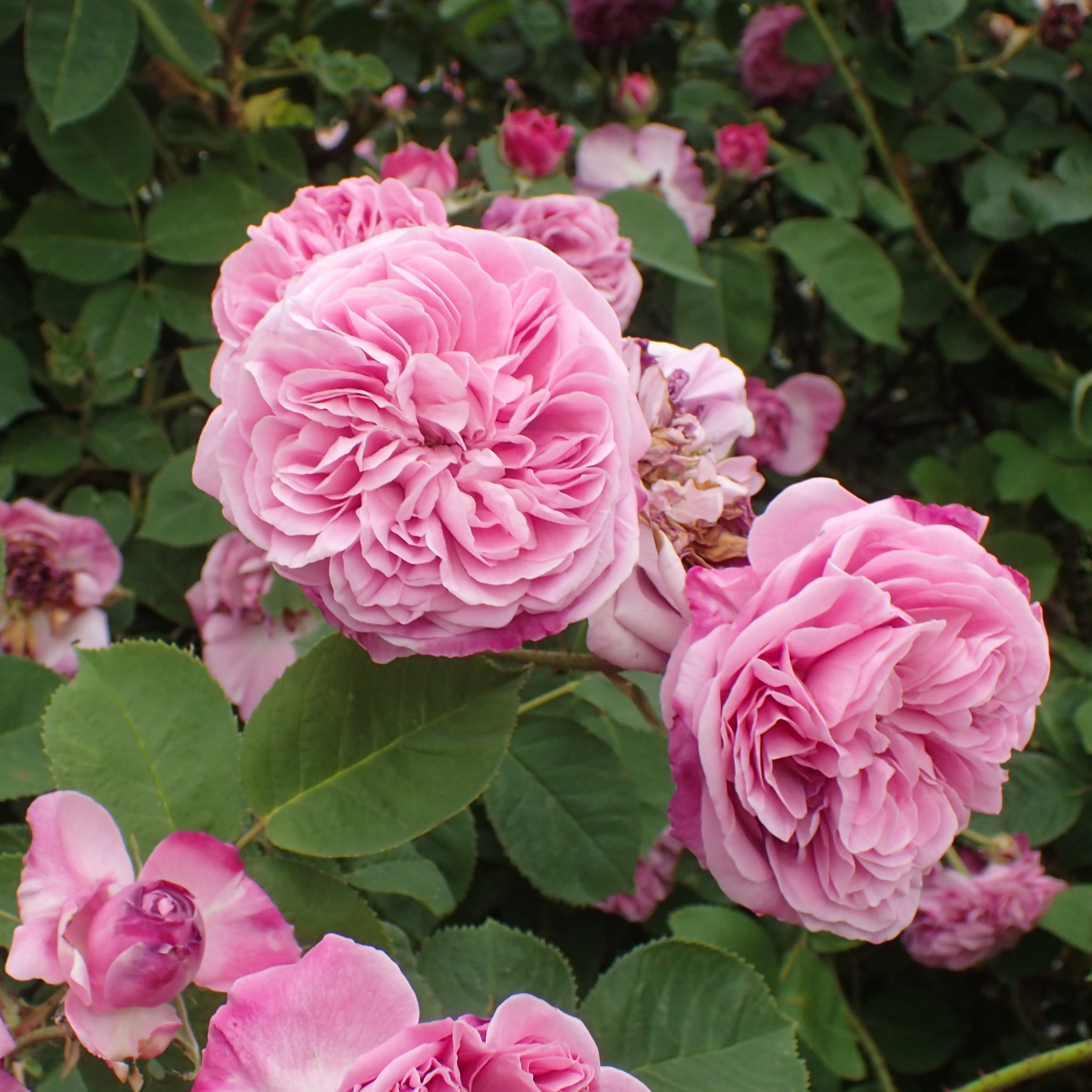
'Thalie la Gentille', vor 1811
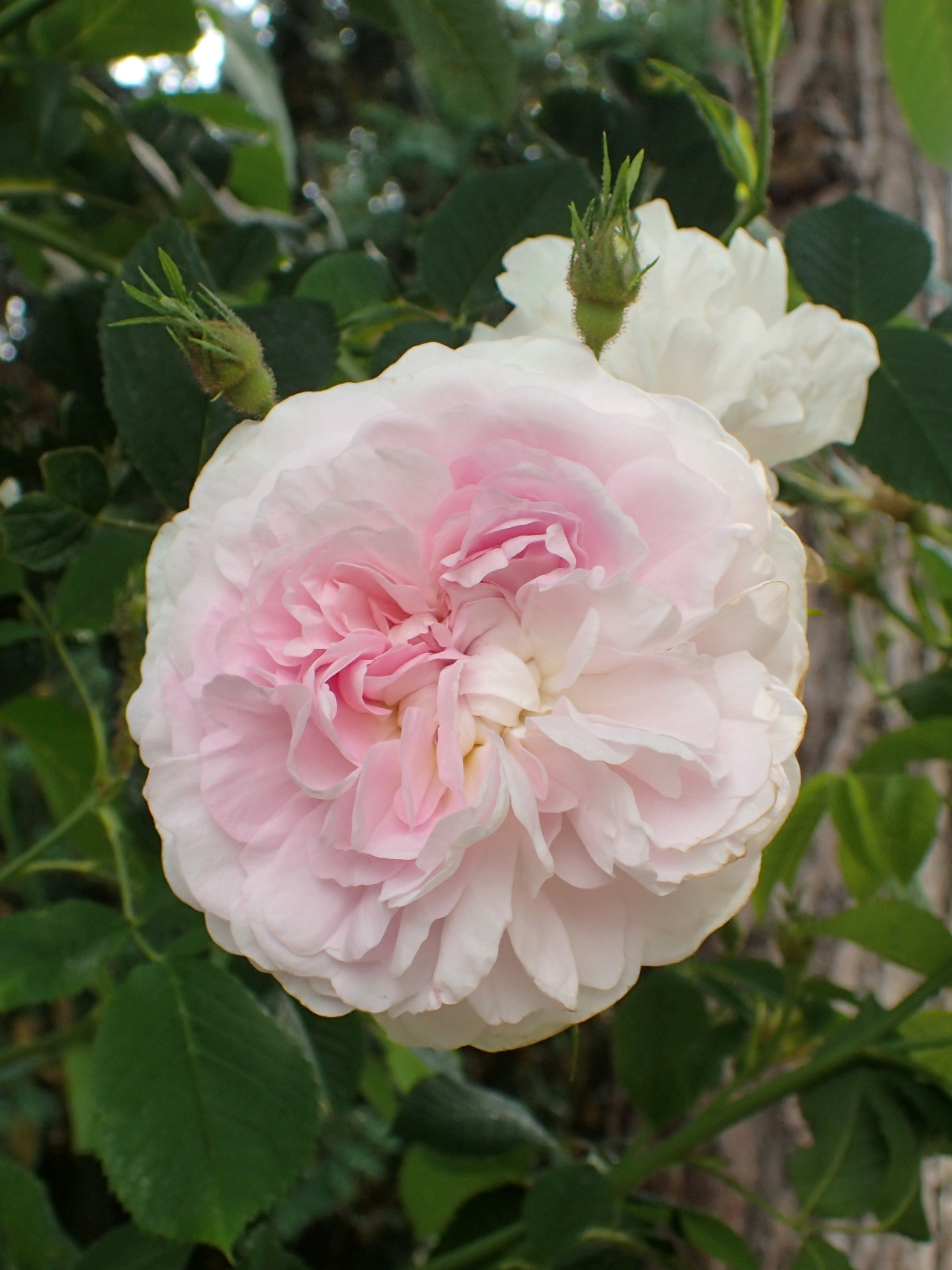
'Chloris', vor 1814
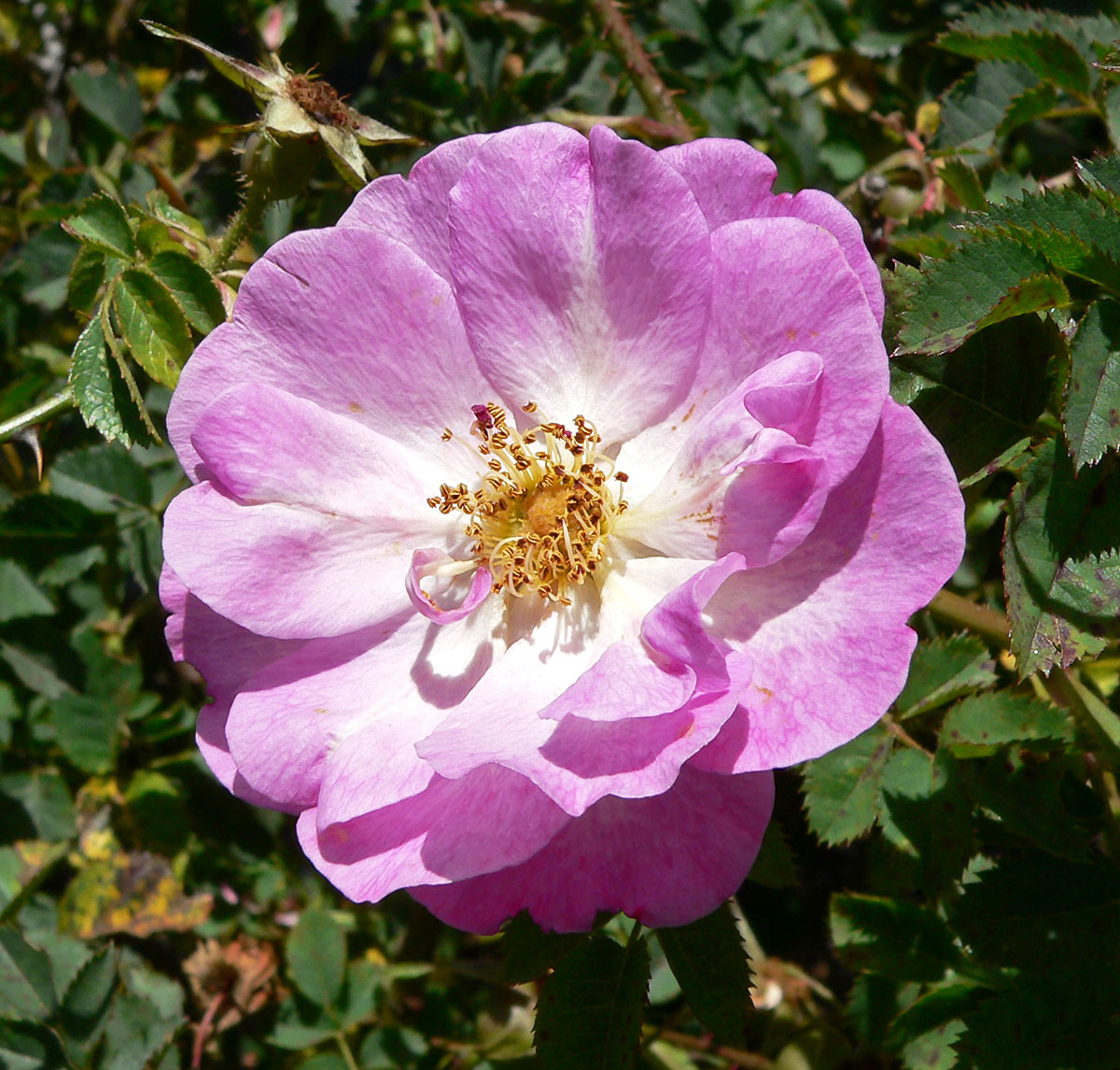
'Clémentine' ('Janets Pride'), vor 1815
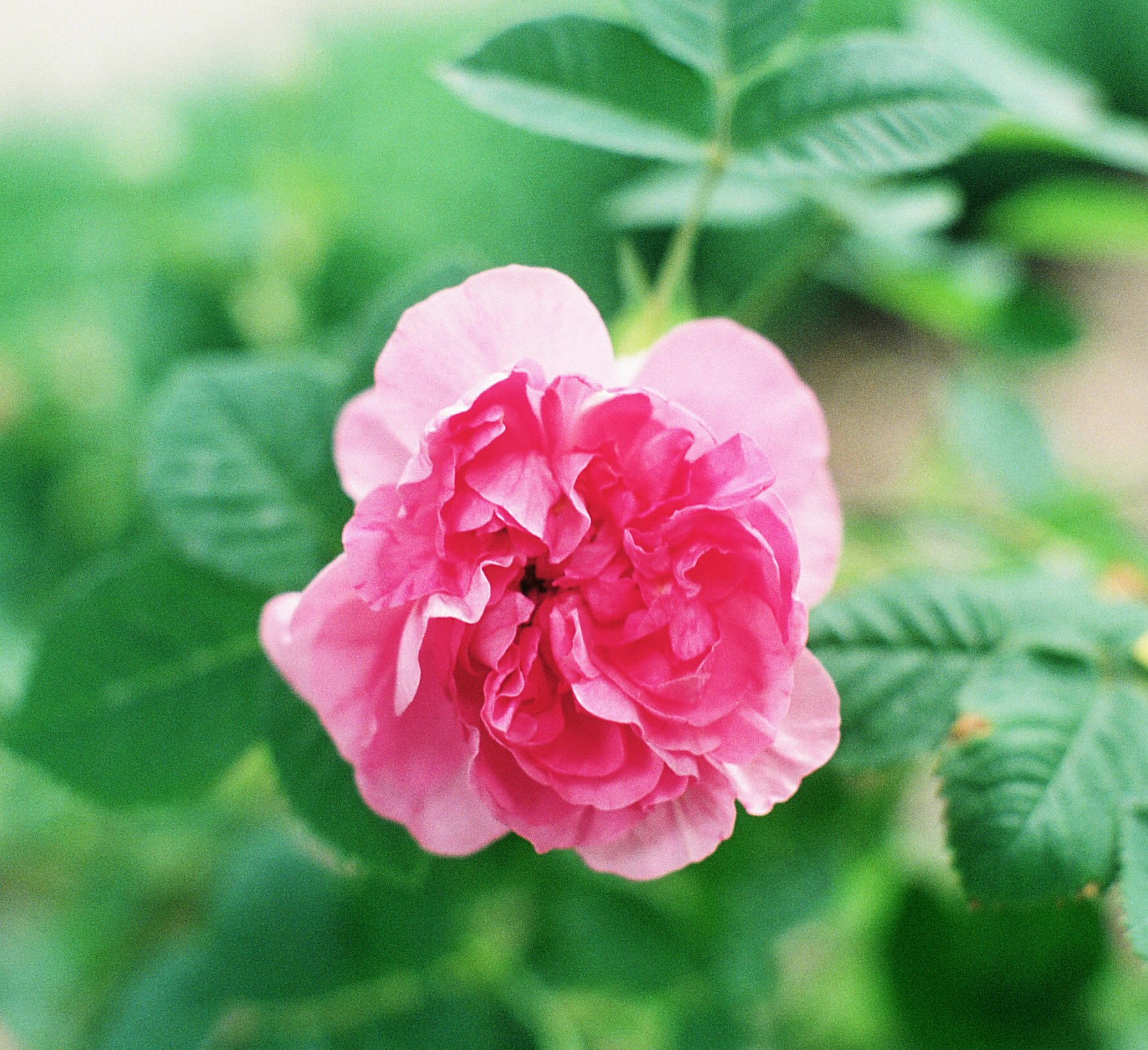
'Impératrice Joséphine', vor 1815
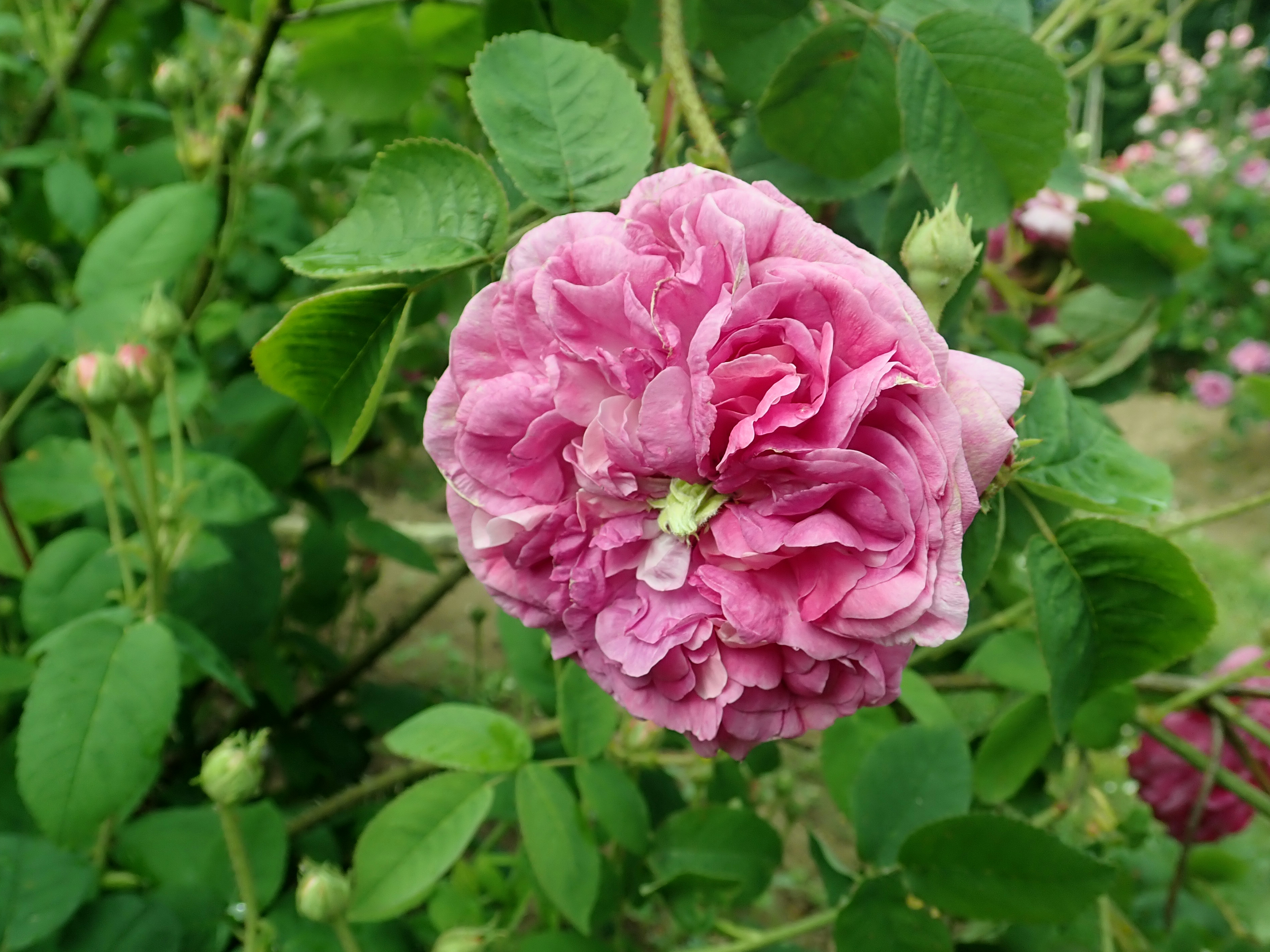
'Belle Biblis', vor 1815
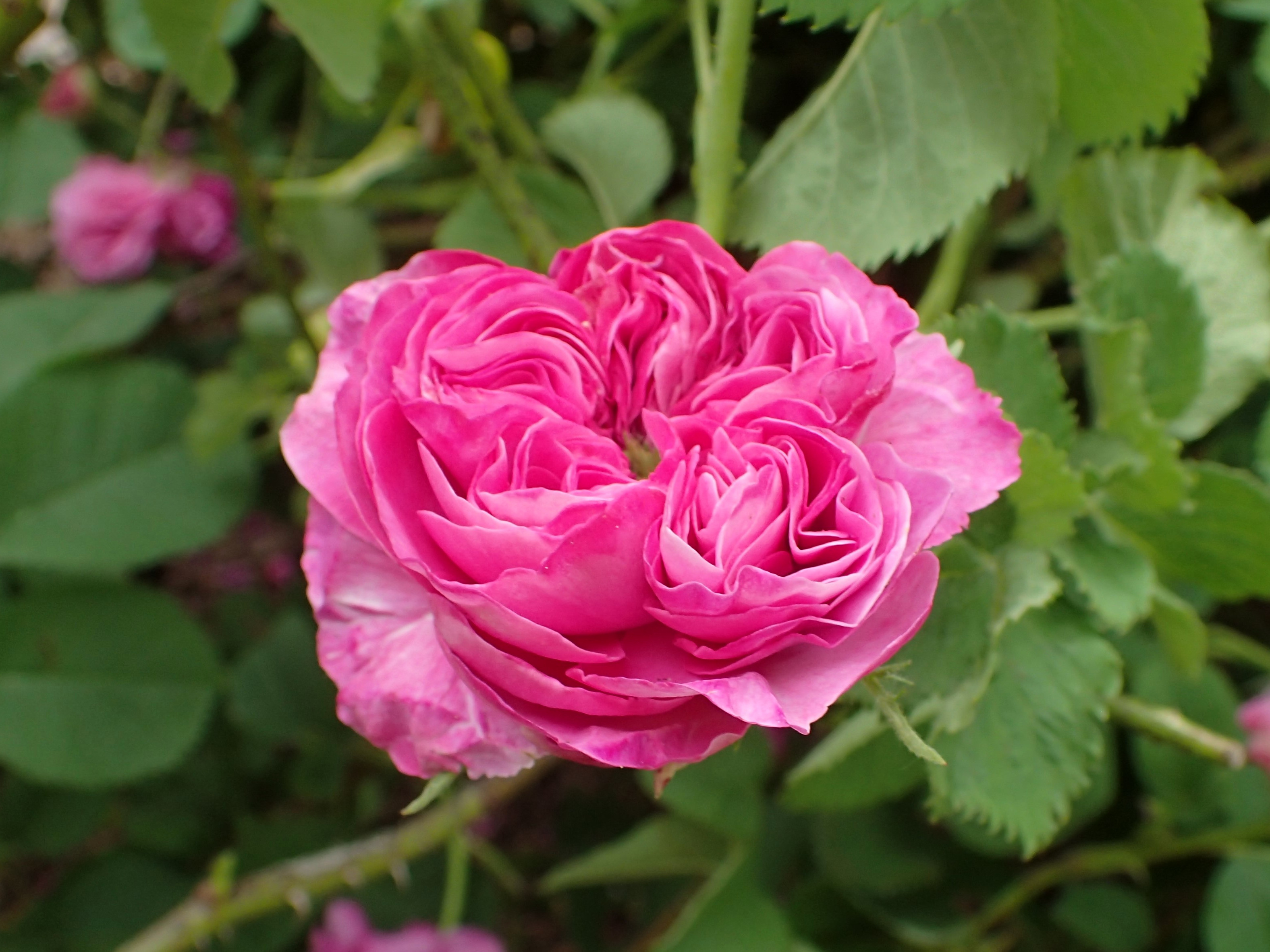
'Jeune Henry', vor 1815